# HD 49048
HD 49048，又名BD-14 1573，SAO 151895、HR 2498，是一颗恒星，视星等为5.32，位于銀經225.57，銀緯-7.87，其B1900.0坐标为赤經6h 41m 26.6s，赤緯-14° -7.87′ 24″。